# 瑞宝街道
瑞宝街道，是中华人民共和国广东省广州市海珠区下辖的一个乡镇级行政单位。

## 行政区划
瑞宝街道下辖以下地区：
东约社区、南约社区、北约社区、锦绣名居社区、晓港湾社区、侨城社区、宝通社区、瑞宝花园社区、名苑社区、万华社区、英豪社区、南洲社区、和辉社区、金碧东社区、金碧西社区、工业大道南社区、石溪社区、富全社区和金碧南社区。

## 交通

### 地铁
- █广州地铁2号线：南洲站、东晓南站
- █广州地铁10号线：东晓南站、工业大道南站、大干围站
- █广佛地铁：南洲站、石溪站